# Дерош
Дерош (фр. Île Desroches) — острів в Індійському океані, найбільший острів Амірантського архіпелагу. Належить державі Сейшельські Острови. Розташований за 230 км на захід від острова Мае.
Являє собою кораловий атол довжиною 6,2 км, оточений по периметру пляжами з білим піском.

## Історія
Назву острову дав шевальє де Рослан, командувач корабля L'Heure du Berger, на честь шевальє де Роша, губернатора Маврикію та Реюньйона у 1767–1772 роках. У 1771 році острів дослідив шевальє де Більєр. Пізніше островом заволоділи англійці, які дали йому назву Вуд-Айленд (Лісовий острів), через щільні тропічні ліси, що вкривали острів.
На початку XX століття Дерош разом з іншими островами Амірантського архіпелагу був британською колонією у складі Сейшельських островів. 8 листопада 1965 року атол було включено до складу Британської території в Індійському океані, разом з островами Фаркуар, Альдабра та архіпелагом Чагос. Метою цього розділення було створення військових баз разом із США. Але 23 червня 1976 року, коли Республіка Сейшельські Острови отримала незалежність, Дерош повернули новоствореній державі.

## Географія
Острів розташований за 36 км на схід від Амірантської банки. Він знаходиться на південній частині коралового атолу. На північній частині рифу знаходяться скелі Шарк-Рокс, глибина між якими становить від 3 до 6 метрів. Острів Дерош оточений кораловими рифами, які простягаються на 1,6 км від північного краю острову та на 0,8 км від південно-західного краю.
Дерош має невелику висоту над рівнем моря і вкритий кокосовими лісами. У XIX-XX століттях острів мав важливе значення через добування копри. Зараз основною статтею доходів є туризм. Острів дуже популярний серед любителів дайвінгу.
Населення — близько 50 осіб, що складає більше половини мешканців архіпелагу. Єдине поселення знаходиться на північно-західному узбережжі. На півдні острова розташований невеликий п'ятизірковий готель Desroches Island Resort. У південній частині острова також знаходиться аеропорт із замощеною злітно-посадковою смугою довжиною 1372 метри. На північно-східному краю острова знаходиться маяк.